# Ђере Борги (Кремона)
Ђере Борги је насеље у Италији у округу Кремона, региону Ломбардија.
Према процени из 2011. у насељу је живело 53 становника. Насеље се налази на надморској висини од 36 м.